# 京都府道524号石原停車場戸田線
京都府道524号石原停車場戸田線（きょうとふどう524ごう いさていしゃじょうとだせん）は、京都府福知山市を通る一般府道である。

## 概要
福知山市石原1丁目から福知山市字川北に至る。

### 路線データ
- 起点：福知山市石原1丁目（JR西日本山陰本線 石原駅前、京都府道8号福知山綾部線上）
- 終点：福知山市字川北（戸田橋交差点、京都府道74号舞鶴綾部福知山線交点）
- 総延長：1.6 km

## 路線状況

### 重複区間
- 京都府道8号福知山綾部線（福知山市石原1丁目（起点） - 福知山市字土）

### 道路施設

#### 橋梁
- 戸田橋（由良川、福知山市）

## 地理

### 通過する自治体
- 福知山市

### 交差する道路
| 交差する道路                         | 交差する場所 | 交差する場所        |
| ------------------------------------ | ------------ | ------------------- |
| 京都府道8号福知山綾部線 重複区間起点 | 石原1丁目    | 起点                |
| 京都府道525号石原多保市線            | 石原1丁目    | 石原交差点          |
| 京都府道8号福知山綾部線 重複区間終点 | 字土         |                     |
| 中丹広域農道                         | 字土         |                     |
| 京都府道74号舞鶴綾部福知山線         | 字川北       | 戸田橋交差点 / 終点 |

### 交差する鉄道
- 山陰本線

### 沿線
- JR西日本山陰本線 石原駅
- 石原郵便局
- 由良川